# Little Deuce Coupe
Little Deuce Coupe — четвёртый студийный альбом американской рок-группы The Beach Boys. Пластинка вышла в сентябре 1963 года и заняла 4-е место в американском хит-параде.

## Обзор
Выпуск альбома, спустя месяц после предыдущей долгоиграющей пластинки группы был вызван сборником Capitol Records «Shut Down», вышедшим в 1963 году и включавшем две песни The Beach Boys: «Shut Down» и «409» (помещённых без ведома группы). Сборник был составлен из песен автомобильной тематики. Эту концепцию и решил развить Брайан Уилсон для нового альбома группы. Этим объясняется включение четырёх ранее изданных песен, связанных с автомобилями: «Little Deuce Coupe», «Our Car Club», «Shut Down» и «409»: все они вышли на предыдущих альбомах группы. Эта концепция была продолжена в следующем альбоме «Shut Down Volume 2». Над большинством песен пластинки вместе с Брайаном Уилсоном работал радиоведущий Роджер Кристиан. Этот альбом стал последней работой в группе для ритм-гитариста Дэвида Маркса: его заменил Алан Джардин, также принявший участие в записи.

## Обложка
Название заглавной песни альбома — «Little Deuce Coupe» отсылает к автомобилю модели «B» марки «Форд» 1932 года, ставшему популярному среди любителей хот-родов. Именно эта модифицированная модель помещена на обложку. Фотография впервые была опубликована в июльском номере журнала «Hot-Rod».

## Список композиций
| №  | Название                 | Автор(ы)                        | Вокал     | Длительность |
| -- | ------------------------ | ------------------------------- | --------- | ------------ |
| 1. | «Little Deuce Coupe»     | Брайан Уилсон / Роджер Кристиан | Майк Лав  | 1:38         |
| 2. | «Ballad of Ole’ Betsy»   | Б. Уилсон / Р. Кристиан         | Б. Уилсон | 2:15         |
| 3. | «Be True to Your School» | Б. Уилсон / М. Лав              | М. Лав    | 2:06         |
| 4. | «Car Crazy Cutie»        | Б. Уилсон / Р. Кристиан         | Б. Уилсон | 2:47         |
| 5. | «Cherry, Cherry Coupe»   | Б. Уилсон / Р. Кристиан         | М. Лав    | 1:47         |
| 6. | «409»                    | Б. Уилсон / Гэри Ашер / М. Лав  | М. Лав    | 1:58         |

| №  | Название              | Автор(ы)                         | Вокал             | Длительность |
| -- | --------------------- | -------------------------------- | ----------------- | ------------ |
| 1. | «Shut Down»           | Б. Уилсон / Р. Кристиан / М. Лав | М. Лав            | 1:48         |
| 2. | «Spirit of America»   | Б. Уилсон / Р. Кристиан          | Б. Уилсон         | 2:23         |
| 3. | «Our Car Club»        | Б. Уилсон / М. Лав               | М. Лав, Б. Уилсон | 2:21         |
| 4. | «No-Go Showboat»      | Б. Уилсон / Р. Кристиан          | Б. Уилсон, М. Лав | 1:54         |
| 5. | «A Young Man Is Gone» | Бобби Троуп / М. Лав             | вся группа        | 2:15         |
| 6. | «Custom Machine»      | Б. Уилсон / М. Лав               | М. Лав            | 1:38         |

В 1990 году альбом был переиздан на одном компакт-диске вместе с шестым альбомом All Summer Long и включал четыре дополнительные песни: «Be True to Your School» [Single Version], «All Dressed up for School», «Little Honda» [Alternate Take] и «Don’t Back Down» [Alternate Take].

## Участники записи
- Брайан Уилсон — бас-гитара, фортепиано, орган, вокал
- Майк Лав — вокал
- Карл Уилсон — соло-гитара, вокал
- Дэвид Маркс — ритм-гитара, вокал
- Алан Джардин — ритм-гитара, вокал
- Деннис Уилсон — барабаны, вокал

## Альбомные синглы
- Surfer Girl / Little Deuce Coupe (Capitol; июль 1963; № 7 / № 15)
- Be True to Your School / In My Room (Capitol; октябрь 1963; № 6 / № 23)